# Antonio Juraci Siqueira
Antônio Juraci Almeida Siqueira, conhecido como Antônio Juraci Siqueira (Afuá, Pará, 28 de outubro de 1948) é um escritor e poeta brasileiro. Escreveu diversas obras literárias, entre elas merecem destaque, O Chapéu do Boto (2003), Paca, Tatu; Cutia não! (2008), e Aumentei, Mas Não Menti (2016). Seus poemas, contos e trovas são principalmente inspirados no folclore, nas crenças e saberes populares e pela natureza amazônica. Popularmente ele é conhecido como "o boto" ou o poeta "filho do boto".
Antônio Juraci Siqueira é formado em Licenciatura em Filosofia pela Universidade Federal do Pará (1983). Também atua como instrutor de oficinas literárias, artista performista, contador de histórias, e leciona filosofia na rede pública de educação paraense.

## Biografia e Carreira
Antonio Juraci Siqueira é marajoara da localidade de Cajary, município de Afuá. Ainda jovem teve contato com os panfletos de literatura de cordel, e assim, acabou descobrindo seu gosto pela escrita e pela literatura popular, sobretudo pela poesia. Ao completar 16 anos de idade mudou-se da região do arquipélago da Ilha do Marajó para a cidade de Macapá, no estado do Amapá. Durante esse período até o início da sua vida adulta, concluiu seus estudos do ensino médio, prestou serviço militar, e chegou a se casar. Anos mais tarde em 1978, regressou para o Pará, e foi morar em Belém. Lá, Antônio Juraci Siqueira cursou Licenciatura em Filosofia pela Universidade Federal do Pará, vindo a ser concluída em 1983.
Ainda nos anos 1980, Antônio Juraci Siqueira começou a escrever textos humorísticos para o jornal A Província do Pará, e mais tarde criou as colunas Rima Rica, e depois a página chamada Juraci Park, onde publicou prosas e poesias de cordel por 22 anos. Hoje é especialmente conhecido por escrever e publicar livros que reúnem coleções de poemas, contos e trovas. Durante sua carreira também se destacou como um defensor e multiplicador da arte, atuando como instrutor de oficinas literárias, artista performista, e contador de histórias. Hoje, Antônio Juraci Siqueira também divide sua carreira artística com o trabalho como professor de filosofia na rede pública de educação paraense. Simultaneamente, seu trabalho de ensino inspira a participação das pessoas, especialmente os jovens, em atividades artísticas e culturais na cidade de Belém numa perspectiva que busca a valorização do folclore, das crenças e saberes populares, e da natureza da Amazônia. Ocasionalmente continua como colaborador em jornais, revistas e boletins culturais de Belém, e de outras localidades paraenses.
Antônio Juraci Siqueira é considerado um dos poetas mais prolíferos da região Norte do Brasil. Por essa razão, o seu trabalho gera destaque entre as produções literárias paraenses, e da região da Amazônia. Atualmente acumula cerca de 80 títulos individuais publicados de forma independente, ou através de fomentos públicos, ou ainda, por meio de editoras independentes. Seus trabalhos variam entre publicações de livros de literatura infantojuvenil, literatura de cordel, livros de poesias, contos, crônicas e textos humorísticos. Todo esse trabalho rendeu-lhe cerca de 200 premiações em concursos literários de diversos gêneros, tanto no âmbito nacional, quanto no estadual.
Entre as obras de destaque escritas por Antônio Juraci Siqueira estão, O Chapéu do Boto (2003), o qual resgata lendas da floresta e dos rios amazônicos com a rima da poesia e em um tom de aventura, sendo este o livro que teve o maior número de edições e versões em toda sua carreira até o momento, também teve uma publicação bilíngue franco-brasileira, além de ter sido lançado em formato de revista de quadrinhos através de incentivo de fomento público; já a obra Simplesmente Belém! (2010), trata-se de um conjunto de poemas sobre a cidade de Belém do Pará, e foram escritos entre os anos de 1982 e 2009; e Paca, Tatu, Cutia não! (2008), a qual trata-se de uma obra composta de poemas com títulos de animais encontrados na região amazônica, e que inicialmente foi publicada com 32 páginas pela Secretaria de Estado de Cultura (Secult) do Pará, e posteriormente ganhou uma 2ª edição e nova versão com 72 páginas, e uma tiragem total de mais de 10 mil unidades pela Tempo Editora em 2012, e em 2021, ganhou uma 3ª edição com a Editora Paka-Tatu, e ilustrações de Maciste Costa.

## Patrimônio cultural vivo
Em 2018, o Antônio Juraci Siqueira foi homenageado pelo conjunto da obra, sendo então, agraciado com o título de patrimônio cultural vivo pela Faculdade de Letras da Universidade Federal do Pará. Já em 2019, a Câmara Municipal de Belém, também reconheceu o seu trabalho e importância para a cultura paraense, e o concedeu a Medalha de Mérito Cultural e Patrimônio de Belém, bem como conferiu-lhe o título honorário de “Cidadão de Belém”. Em 2022, Antônio Juraci Siqueira foi homenageado durante a I Festa Literária de Belém (Flibe), na Fundação Cultural do Pará (FCP), evento promovido pela administração pública da prefeitura de Belém, através da Secretaria Municipal de Educação.
Antônio Juraci Siqueira é membro de diversas entidades culturais e literárias, entre elas, a União Brasileira de Trovadores, a Malta de Poetas Folhas e Ervas, a Academia Brasileira de Trova, e o Centro Paraense de Estudos do Folclore.

## Livros publicados
Seleção de obras de autoria de Antônio Juraci Siqueira, incluindo poemas, contos, crônicas e trovas:
| Ano  | Título                                            | Editora                                  |
| ---- | ------------------------------------------------- | ---------------------------------------- |
| 1987 | Piracema de Sonhos: poesia                        | Imprensa Oficial do Estado               |
| 1989 | Os Versos Sacânicos                               | Editora Falangola                        |
| 1992 | Brasão de Barro: poemas amazônicos                | Editora Vinas                            |
| 2007 | O Chapéu do Boto                                  | Edições Papachibé                        |
| 2007 | Incêndios e Naufrágios: antologia poética         | Editora Paka-Tatu                        |
| 2007 | No Além, Todos Não Morrem                         | Editora Paka-Tatu                        |
| 2008 | Canto Caboclo: trilogia amazônica                 | Editora Paka-Tatu                        |
| 2008 | Paca, Tatu, Cutia Não!                            | Secult; Editora Paka-Tatu; Tempo Editora |
| 2009 | O Menino que Ouvia Estrelas e se Sonhava Canoeiro | Edições Papachibé                        |
| 2010 | Simplesmente Belém!                               | Edições Papachibé                        |
| 2010 | Os Novos Versos Sacânicos                         | Edições Papachibé                        |
| 2010 | Mares: poemas de argila e sol                     | Edições Papachibé                        |
| 2011 | Banquete de Eros                                  | Edições Papachibé                        |
| 2011 | Brasão de Barro                                   | Edições Papachibé                        |
| 2011 | A Trova, no Brasil, no Pará e no Folclore         | Edições Papachibé                        |
| 2010 | Acontecências: crônicas da vida simples           | Edições Papachibé                        |
| 2012 | O Chapéu do Boto e o Bicho Folharal               | Editora Paka-Tatu                        |
| 2012 | Itaí: a carinha pintada                           | Editora Paka-Tatu                        |
| 2013 | Com Amor e Devoção: poemas sobre o Círio          | Tempo Editora                            |
| 2013 | Cópula Mística                                    | Edições Papachibé                        |
| 2013 | O Brilho da Esmeralda                             | Edições Papachibé                        |
| 2013 | Balaio de Gatos                                   | Edições Papachibé                        |
| 2013 | O Bicho Folharal                                  | Editora Paka-Tatu                        |
| 2016 | Aumentei, Mas Não Menti                           | Editora Paulinas                         |